# Dolní Oldřiš
Dolní Oldřiš (niem. Nieder Ullersdorf) - niewielka wieś na północy Czech, w kraju libereckim, w gminie Bulovka, 11 km na północny wschód od miasta Frydlant, 7 km na wschód od Zawidowa.